# De Wold Aa
De Wold Aa was een waterschap in de Nederlandse provincie Drenthe, het werd opgericht in 1932 en ging in 1995 met Middenveld, De Oude Vaart, Riegmeer en Smilde op in het nieuwe waterschap Meppelerdiep. Het waterschap had een oppervlakte van 15.000 hectare.